# Śruba rzymska

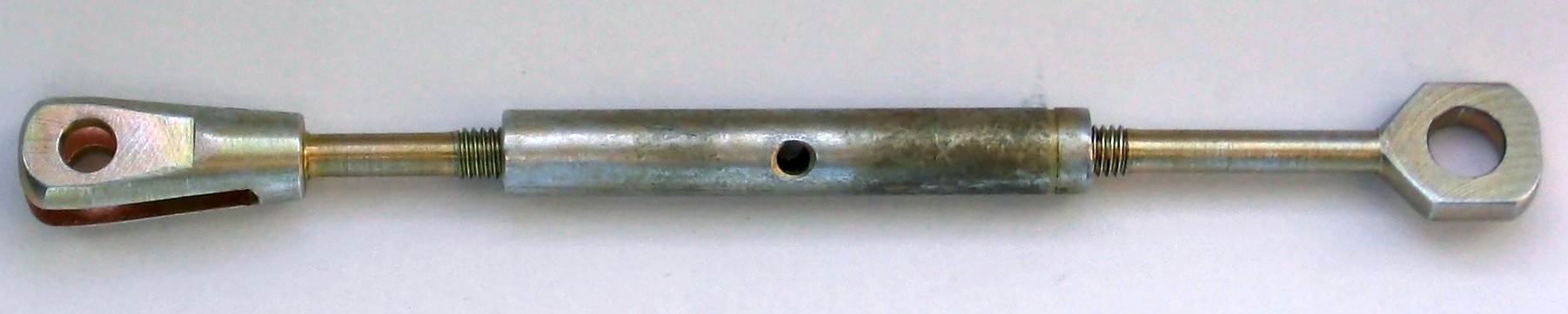
Śruba rzymska

Schemat działania śruby rzymskiej w sprzęgu śrubowym. Widoczny gwint prawy i gwint lewy

Śruba rzymska – dwa pręty połączone podłużną nakrętką. Pręty są nagwintowane na końcach w kierunkach przeciwnych, co pozwala przy skręcaniu nakrętki na naciągnięcie prętów. Wariant ten przedstawiony jest na fotografii; inną odmianą sprzęgu przy pomocy śruby rzymskiej jest - przedstawiony na rysunku - pojedynczy pręt nagwintowany na obu końcach w przeciwnych kierunkach oraz dwie nakrętki o przeciwnych gwintach nakręcone na ten pręt.
Rozwiązanie to stosowane jest np. w budownictwie - w ściągach filarów, ścian, w innych dziedzinach techniki (np. przy naciągu sieci trakcyjnej linii tramwajowych), w żeglarstwie do naciągania want, sprzęgu śrubowym wagonów. Także tzw. nypel grzejnikowy (element łączący poszczególne człony grzejnika żeliwnego lub aluminiowego), zbudowany jest na tej zasadzie, co umożliwia skręcenie członów (żeber) grzejnika i ich dociśnięcie do siebie (pomiędzy członami znajduje się odpowiednia uszczelka). 
Zbliżanie się i oddalanie od siebie końców sprzęgu (tj. naprężanie i luzowanie połączenia) zbudowanego w oparciu o śrubę rzymską uzyskuje się przez obrót środkowego elementu sprzęgu.